# Elena Poniatowska
Elena Poniatowska, née le 19 mai 1932 à Paris, est une journaliste, écrivaine et militante politique franco-mexicaine. Elena Poniatowska, née princesse Hélène Elizabeth Louise Amélie Paula Dolores Poniatowska Amor, est la fille du prince Jean Poniatowski, descendant d'un frère du roi Stanislas II de Pologne et d'une mère mexicaine d'ascendance espagnole et française, Paula (Paulette) Amor de Yturbe. Elle reçoit en 2013 le plus important prix littéraire de la langue espagnole, le prix Cervantes.
En 2022, dans le cadre de son quatre-vingt-dixième anniversaire, le gouvernement mexicain organise un hommage national au Palais des Beaux-Arts de la ville de Mexico.

## Biographie
Celle qui est surnommée la Princesa Roja est la fille de deux exilés. Sa mère est née en 1913 à Paris d'une famille en exil après la révolution mexicaine contre Porfirio Diaz. À Paris, elle épouse le prince polonais Jean Poniatowski ; de ce mariage naissent deux filles, Hélène (Elena) et Sofia (Kitzia), et un fils, Jean.
En 1941, n'ayant pu trouver la sécurité dans le Sud de la France, Paulette fuit la Seconde Guerre mondiale avec ses filles. Mexicaine par héritage, elle se réfugie dans le pays de sa famille. Le père s'est enrôlé dans l'armée française, participe au débarquement de Normandie et combat jusqu'à la fin de la guerre. Un frère, Jean, naît en 1947. C'est la nounou Magdalena Castillo qui s'occupe des filles et leur enseigne l'espagnol. En 1949, Eléna est envoyée dans un pensionnat religieux aux États-Unis jusqu'en 1952. Les religieuses ne lui enseignent pas la réalité du monde et le Mexique lui reste un pays inconnu. Le père d'Elena fonde les laboratoires Linsa où elle travaille comme secrétaire pendant une courte période. À la faillite du laboratoire, le père d'Elena ouvre ensuite un restaurant qui échoue également.
Après avoir eu l'intention d'épouser un prince européen, Elena décide de devenir journaliste. En 1953, elle travaille à l'Excelsior. Elle se lance  dans l'interview des grands artistes mexicains dont elle ne sait rien. L'année suivante, elle entre à Nouvelles. En 1954, elle publie son premier roman, Lilus Kikus. En 1955, elle donne naissance à Emmanuel, son premier enfant.
En 1965, elle visite la Pologne avec sa mère, son enfant reste en Suisse. Elle réalise une série de chroniques qui s'inspirent de la justice et de l'absurdité de la vie. Sa relation avec l'artiste socialiste Alberto Beltrán renforce sa façon de penser et de ressentir. Elena s'engage pour le Mexique.
Sur un toit de la rue Revillagigedo à Mexico, Elena Poniatowska est séduite par la sagesse d'une blanchisseuse qui parle fort, Josefina Bórquez. D'un long entretien suit le roman Hasta no verte, Jesús mío, qui remporte le prix de littérature de Mazatlán.
En 1968, elle épouse l'astrophysicien mexicain Guillermo Haro (décédé en 1984) dont elle fait la connaissance en 1959 en l'interviewant. Avec lui, elle a trois enfants : Emmanuel, Felipe et Paula. Elle obtient la nationalité mexicaine et rédige un rapport sur la tragédie de Tlatelolco et un entretien avec Oriana Fallaci, blessée alors. Cette chronique lui vaut un emprisonnement et des menaces, La noche de Tlatelolco. Testimonios de historia oral n'est publié qu'en 1971. Son frère Jean meurt dans un accident de voiture, ce qui effondre son père qui meurt en 1979[réf. nécessaire].
En 1979, elle reçoit le prix national de Journalisme.
Le 19 mai 2022, pour célébrer ses 90 ans, le gouvernement mexicain organise un hommage national au théâtre du Palais des Beaux-Arts de Mexico avec la participation des artistes, militants et journalistes qui font des lectures de ses ouvrages,.

## Engagement politique
Émigrée au Mexique en 1942 à l'âge de dix ans, Elena Poniatowska est la première femme à recevoir le prix national du Journalisme en 1979.
Dans les mois précédant les élections présidentielles mexicaines de 2006, Elena Poniatowska apporta son soutien au candidat du Parti de la révolution démocratique, Andrés Manuel López Obrador. En avril 2006, elle apparut dans une série de spots télévisés pour dénoncer les pratiques « calomnieuses » des deux autres principaux partis, le Parti action nationale et le Parti révolutionnaire institutionnel. Ceux-ci cherchaient d'après elle à rapprocher López Obrador de la politique gauchiste du président vénézuélien Hugo Chávez, et à l'accuser de nuire à l'économie du pays.
Cet engagement provoqua de vives réactions de la part des partisans des partis conservateurs mais Elena Poniatowska reçut également l'appui d'un certain nombre d'intellectuels étrangers  qui publièrent une brochure en sa faveur. Vingt-quatre personnalités internationales signèrent le document : le Prix Nobel de littérature 1998 José Saramago, Nélida Piñon, Rubem Fonseca, Rosa Montero, Juan Goytisolo, Fernando Savater, Helena Araújo, Laura Restrepo, Álvaro Mutis, Diamela Eltit, Gonzalo Rojas, Antonio Skármeta, Tomás Eloy Martínez, Gioconda Belli, Ernesto Cardenal, Sergio Ramírez, Eduardo Galeano, Doris Sommer, Beatriz Pastor, Alfredo Bryce Echenique, Julio Ortega, Mirko Lauer, Rosario Ferré et Edmundo Paz Soldán.
En juillet 2006, Elena Poniatowska et plusieurs intellectuels condamnèrent dans un pamphlet les attaques israéliennes au Liban. La conséquence fut des reproches de la part de l'ambassadeur d'Israël au Mexique, accusant le pays d'appuyer le terrorisme.

## Œuvre littéraire

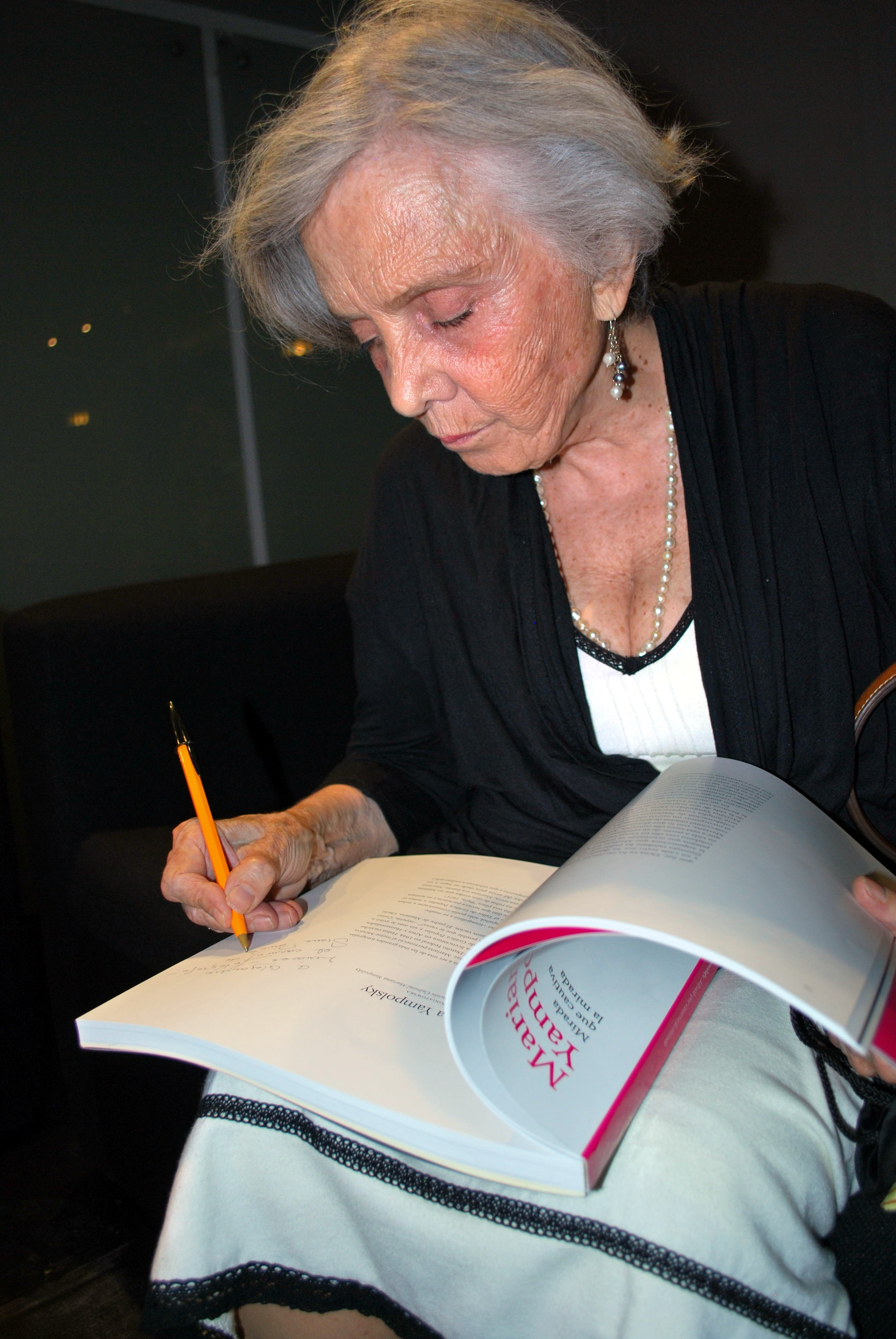
H. Poniatowska signant un ouvrage sur Mariana Yampolsky au Musée des arts populaires (MAP, Mexico), 2012.

Elena Poniatowska pratique des investigations, des entretiens et des portraits en mélangeant légèreté et densité. Ses ouvrages les plus connus sont les récits du massacre des étudiants à Mexico en 1968 (La noche de Tlatelolco) et du tremblement de terre de 1985 (Nada, nadie : Las voces del temblor).
Publié au Mexique en 1954, Lilus Kikus est son premier ouvrage de fiction. Ces petites histoires sont illustrées par Leonora Carrington et mettent en scène Lilus, une fillette rêveuse et anticonformiste, qui incarne le passage de l’enfance à l’adolescence dans le Mexique des années 1950. Le roman est en partie autobiographique.
Elle retrace la vie d'artistes comme le peintre mexicain Diego Rivera dans Cher Diego, Quiela t’embrasse (1978) d'après des "lettres" de sa première épouse Angelina Beloff, ou la carrière de la photographe Tina Modotti, Tiníssima (1992). Son dernier ouvrage retrace la vie de l’artiste peintre Leonora Carrington, compagne de Max Ernst, installée à Mexico en 1939 (et morte le 25 mai 2011). L'auteur évoque l’atmosphère d'une aristocratie intellectuelle cosmopolite et avant-gardiste de l’internationale artistique et surréaliste des années 1940. C'est aussi un milieu bien connu d'Helena Poniatowska. La fiction occupe une place importante dans son œuvre, sous forme de nouvelles ou de romans mais surtout elle s'intéresse à des épisodes historiques tourmentés.
Elle reçoit en 2013 le plus important prix littéraire de la langue espagnole, le prix Cervantes.

## Publications
- 1954 : Lilus Kikus, Éd. Los Presentes  (ISBN 968-411-132-0)
- 1956 : Melés y Teleo. Apuntes para una comedia, Éd. Revista Panoramas
- 1961 : Palabras cruzadas. Crónicas, Éd. Era
- 1963 : Todo empezó el domingo, Éd. Fondo de Cultura, illustré par Alberto Beltrán  (ISBN 970-651052-4)
- 1969 : Hasta no verte, Jesús mío  (ISBN 84-8450-829-3)
- 1971 : La noche de Tlatelolco. Testimonios de historia oral  (ISBN 968-411-220-3) (chronique du massacre de Tlatelolco)
- 1978 : Querido Diego, te abraza Quiela  (ISBN 968-411214-9)
- 1979 : De noche vienes, Éd. Grijalbo  (ISBN 968-411-136-3)
- 1979 : Gaby Brimmer, Éd. Grijalbo  (ISBN 968-419101-4)
- 1980 : Fuerte es el silencio  (ISBN 968-411-054-5) (chronique)
- 1982 : Domingo 7  (ISBN 968-493-023-2)
- 1982 : El último guajolote, Éd. Cultura/SEP
- 1985 : ¡Ay vida, no me mereces! Carlos Fuentes, Rosario Castellanos, Juan Rulfo, la literatura de la Onda  (ISBN 968-27-0495-2)
- 1988 : La « Flor de Lis », Éd. Era  (ISBN 968-411-171-1) (roman)
- 1988 : Nada, nadie. Las voces del temblor, Éd. Era  (ISBN 968-411-173-8) (chronique du tremblement de terre de 1985 à Mexico)
- 1991 - 2002 : Todo México I-VII, Éd. Diana  (ISBN 968-132093-X)
- 1992 : Tinísima, Éd. Era  (ISBN 968-411-305-6) (roman)
- 1994 : Luz y luna, las lunitas, Éd. Era  (ISBN 968-411-374-9)
- 1996 : Paseo de la reforma, Éd. Plaza & Janés  (ISBN 968-11-0193-6)
- 1998 : Octavio Paz, las palabras del árbol, Éd. Plaza & Janés  (ISBN 968-11-0299-1)
- 1999 : Las soldaderas, Éd. Era  (ISBN 968-411451-6 et 970-182068-1)
- 2000 : Las mil y una... La herida de Paulina, Éd. Plaza & Janés  (ISBN 968-11-0405-6)
- 2000 : Juan Soriano. Niño de mil años, Éd. Plaza y Janés  (ISBN 968-11-0331-9)
- 2000 : Las siete cabritas, Éd. Era  (ISBN 968-411498-2)
- 2001 : Mariana Yampolsky y la buganvillia, Éd. Plaza & Janés  (ISBN 968-1104-66-8)
- 2001 : La piel del cielo, Éd. Alfaguara  (ISBN 84-204-4241-0)
- 2003 : Tlapalería, Éd. Era  (ISBN 968-411564-4) (contes)
- 2005 : Obras reunidas, Éd. Fondo de Cultura Económica  (ISBN 968-167812-5) (compilation)
- 2006 : El tren pasa primero,Éd. Alfaguara  (ISBN 84-204-6983-1) (roman)
- 2007 : Amanecer en el Zócalo. Los 50 días que confrontaron a México (chronique)
- 2011 : Leonora (roman), à propos de Leonora Carrington.

### Traductions
Principales traductions en français, anglais et allemand des livres d'Elena Poniatowska. Pour les livres possédant plusieurs éditions, une seule est donnée.

#### En français
- 1980 : Vie de Jésusa, traduit par Michel Sarre, Éd. Gallimard
- 1993 : Cher Diego, Quiela t'embrasse, traduit par Jamis Rauda, Éd. Actes Sud  (ISBN 2-7427-0011-0)
- 1993 : La Fille du philosophe, traduit par Jamis Rauda, Éd. Actes Sud  (ISBN 2-86869-399-7)
- 2005 : Lilus Kikus, traduit par Françoise Léziart, roman en partie autobiographique accompagné d'illustrations de Leonora Carrington, Éd. Les Perséides  (ISBN 2-915596-16-6)
- 2012 : Leonora, traduit par Claude Fell, Éd. Actes Sud  (ISBN 978-2-330-00947-2)
- 2014 : Tinísima, traduit par Jacques Aubergy et Marie Cordoba, Éd. L'Atinoir

#### En anglais
- 1975 : Massacre in Mexico, Éd. Univ. of Missouri Press  (ISBN 0-8262-0817-7)
- 1995 : Nothing, nobody, Éd. Temple Univ. Press  (ISBN 1-56639-344-2)
- 1998 : Tinisima, traduit par Katherine Silver, Éd. Penguin Books  (ISBN 0-14-026876-6)
- 2005 : Lilus Kikus and other stories., traduit par Elizabeth Coonrod Martinez, illustré par Leonora Carrington, Éd. Univ. of New Mexico Press  (ISBN 0-8263-3582-9)
- 2004 : The Skin of the Sky, traduit par Deanna Heikkinen, Éd. Farrar, Straus & Giroux  (ISBN 0-374-26575-5)
- 2012 : The Heart of the Artichoke, traduit par George Henson, Éd. Alligator Press  (ISBN 0-967-56589-8)

#### En allemand
- 1982 : Stark ist das Schweigen. 4 Reportagen aus Mexiko, Éd. Suhrkamp-Taschenbuch  (ISBN 3-518-37938-0)
- 1989 : Lieber Diego, traduit par Astrid Schmitt, Éd. Suhrkamp-Taschenbuch  (ISBN 3-518-38092-3)
- 1992 : Jesusa - Ein Leben allem zum Trotz, traduit par Karin Schmidt, Éd. Lamuv-Verlag  (ISBN 3-88977-309-5)
- 1998 : Tinissima. Der Lebensroman der Tina Modotti, traduit par Christiane Barckhausen-Canale, Éd. Suhrkamp  (ISBN 3518393561)

## Au cinéma
Elena Poniatowska a participé au scénario d'un court métrage dramatique, La Muchacha (1990, de Dorotea Guerra), et à l'adaptation de son roman De noche vienes pour De noche vienes, Esmeralda (1997, de Jaime Humberto Hermosillo).

## Prix et distinctions (liste sélective)
Elena Poniatowska a remporté de nombreux prix, dont certains prestigieux.
- 1970 : Premio Mazatlán, pour Hasta no verte Jesús mío.
- 1970 : Premio Xavier Villaurrutia pour La noche de Tlatelolco (prix refusé)
- 1978 : Premio Nacional de Periodismo pour ses entretiens
- 1987 : Premio Manuel Buendía
- 1990 : Premio Coatlicue de la Femme de l'Année
- 1992 : Premio Mazatlán de Littérature pour Tinísima.
- 1993 : Premio Nacional Juchimán en sciences et techniques de la communication remis par la Fondation Juchimán
- 2001 : Premio Alfaguara de Novela pour La piel del cielo
- 2002 : Premio Nacional de Ciencias y Artes
- 2004 : Doctorat honoris causa de l'Université de Pau et des Pays de l'Adour[10]
- 2007 : Premio Internacional de Novela Rómulo Gallegos pour El tren pasa primero
- 2011 : Prix Biblioteca Breve pour Leonora
- 2011 : Doctorat honoris causa de l'université Paris VIII
- 2013 : Prix Cervantes